# 渡嘉敷貞子
渡嘉敷 貞子（とかしき さだこ、1911年2月28日 - 1969年1月25日）は、沖縄県の女流紅型師。沖展正会員。

## 経歴
日本海軍軍医の上与那原朝珍（医学博士）・つる夫妻の長女として那覇に生まれた。1952年、紅型師の城間栄喜に師事し、紅型技術保存会会員として紅型の制作に取り組み始めた。琉球紅型の技術が女性に開放されたのは、第2次世界大戦以降のことである。紅型の制作に従事しようとした女性の走りで、女流紅型師の先駆けであった。
貞子は栄喜の指導を受けて紅型の古典柄の制作に習熟する一方、「近代的作家」として創作柄の紅型をも多く制作し、病死するまで20年にも満たない期間で現代紅型の礎ともいうべき画期的な創作活動を展開した。地に臈纈染ろうけつ染めの技法を用いて破れ霞のような効果を生み、紅型表現との融合を図るという初めての試みを紅型にもたらした。
貞子の没後は、次男の哲郎（1945年 - 1986年）が工房を継いだが早世した。また、長女の克子（1939年 - ）も、貞子の系譜を受け継ぎ創作柄を制作していたが、体調を崩し制作の場から退いた。